# Nefrytowy Cesarz
Nefrytowy Cesarz (chiń. 玉皇; pinyin Yù Huáng lub chiń. 玉帝; pinyin Yù Dì) – według chińskich wierzeń ludowych najwyższy bóg. Jest bóstwem stosunkowo późnym i został wprowadzony do chińskiego panteonu dopiero pod wpływem taoizmu.
Według legendy Nefrytowy Cesarz, który nigdy nie był na ziemi, będąc ciekawym, jak wyglądają zwierzęta, pewnego dnia rozkazał przyprowadzić przed swoje oblicze dwanaście najbardziej interesujących z nich. Zwierzęta, które stawiły się wówczas przed Nefrytowym Cesarzem, są do dzisiaj zwierzętami chińskiego zodiaku.